# Guy Braunstein
Guy Braunstein (Tel Aviv, 27 de agosto de agosto de 1971) es un violinista israelí. De 2000 a 2013 fue el primer violín de la Filarmónica de Berlín.

## Biografía
A la edad de siete años, comenzó a aprender violín. En su camino para convertirse en un músico profesional, estudió con Chaim Taub y más tarde en Nueva York con Glenn Dicterow y Pinchas Zuckerman. 
Desde muy joven Braunstein comenzó su carrera internacional como solista y como músico de cámara y desde entonces ha estado con muchas orquestas importantes, como la Filarmónica de Israel, la Orquesta Tonhalle de Zúrich, la orquesta sinfónica de Bamberg, la Orquesta de la Radio Danesa y La Orquesta Sinfónica de la radio de Frankfurt, la Filarmonica della Scala y la Filarmónica de Berlín, solo por nombrar algunas. 
Su éxito lo llevó a los escenarios más importantes del mundo, y lo ha hecho con músicos como Isaac Stern, András Schiff, Zubin Mehta, Maurizio Pollini, Vladimir Fedoseyev, Yefim Bronfman, Daniel Barenboim, Lioba Brown, Sir Simon Rattle, Mitsuko Uchida, Andrey Boreyko, Lang Lang, Jonathan Nott, Emanuel Axe, Gary Bertini, Pierre-Laurent Aimard, Semyon Bychkov, Angelika Kirchschlager, Jesús Reina y Ambrosio Valero entre otros. 
Entre 2003 y 2007, Braunstein fue catedrático en la Universidad de las Artes de Berlín y desde 2006 director artístico del Festival Rolandseck, al que regularmente invita a estrellas internacionales como Emmanuel Pahud, Hélène Grimaud, Amihai Grosz y François Leleux. 
Braunstein se convirtió en el año 2000 en el concertino de la Filarmónica de Berlín, con quien apareció en 1992 como uno de los solistas en el Triple Concierto de Beethoven dirigido por Zubin Mehta. En el verano de 2013, Braunstein terminó su trabajo con la Filarmónica de Berlín para concentrarse en su carrera en solitario. 
Lo más destacado de los últimos tiempos han sido las actuaciones en solitario con la Orquesta Sinfónica de Israel, la Orquesta Mozarteum de Salzburgo, la Orquesta Filarmónica del Estado de Renania-Palatinado de Alemania, la Orquesta Filarmónica de Pannon y la Filarmónica de Sofía. Además, Braunstein se involucra intensamente con la música de cámara y da recitales en Londres, París, Berlín, Luxemburgo, Jerusalén, Frankfurt, Croacia y Polonia. 
En los últimos años, Braunstein ha participado en la Orquesta de Divanes del Este y Oeste de Daniel Barenboim. 
En la temporada 2011/12, Guy Braunstein fue el " Artista Residente " de la Orquesta Sinfónica de Hamburgo. Braunstein toca un violín construido en 1679 por Francesco Ruggieri.

## Enlaces web
- Guy Braunstein, violinista Archivado el 4 de marzo de 2016 en Wayback Machine. Hamburger Symphoniker
- Frederik Hanssen: Retrato: Salida sobre zapatos de goma. El nivel diario, 15 de abril de 2013, recuperado el día 20 de enero de 2014.

- Datos: Q549660
- Multimedia: Guy Braunstein / Q549660